# Arroba
Zasugerowano, aby ten artykuł podzielić na różne artykuły.
1. Tradycyjna jednostka zarówno masy, jak i objętości, przedstawiająca jedną amforę. Używana od ok. 500 lat na Półwyspie Iberyjskim. Opierała się na pojemności standardowych naczyń terakotowych, używanych wówczas do transportu zboża i płynów na Morzu Śródziemnym (pojemność amfory stanowiła 1/3 beczki). Symbolem na oznaczenie arroby była ręcznie pisana litera A (od amfory), ozdobiona w sposób typowy dla Florencji, czyli znak @.
a) Jednostka wagi równa 1/4 kwintala (stąd jej nazwa – w języku arabskim ar-rub’a oznaczało ćwierć). Ponieważ kwintal hiszpański i portugalski miały różną wielkość, różniły się też i arroby. Były one równe:
- 10,4 kg w Katalonii;
- 11,502 kg w Kastylii;
- 12,5 kg w Aragonii;
- 14,688 kg w Portugalii.

Arroby o podobnych wielkościach były używane następnie w koloniach i utworzonych z nich później krajów hiszpańsko- i portugalskojęzycznych.
10 arrobas tworzyło dawniej jednostkę zwaną carga, która była określana tylko w naturze i używana wyłącznie do obliczania opłat transportowych.
Portugalska i brazylijska arroba była niedawno „metryzowana” i wynosi dokładnie 15 kg. Współcześnie w Brazylii arroba oznacza 15 kg bawełny lub 30 kg żywej wagi bydła.
b) Jednostka objętości w krajach hiszpańskojęzycznych, o różnej wartości:
- 16,12 l wina;
- 12,57 l oliwy.

2. Nazwa znaku @, używana obecnie w języku hiszpańskim i portugalskim, wywodząca się od oznaczania nim dawnej arroby. Wywodzące się od arroby słowo un arobas lub un arobase  (zapewne od hiszpańskiej liczby mnogiej las arrobas) występuje też w tym samym znaczeniu w języku francuskim.